# کیمیکو یو
کیمیکو یو (انگلیسی: Kimiko Yo؛ زادهٔ ۱۲ مهٔ ۱۹۵۶) هنرپیشه اهل ژاپن است.
از فیلم‌هایی که وی در آن نقش داشته است، می‌توان به دکتر عزیز، عزیمت‌ها و سامورایی آشپز اشاره کرد.